# وادي الزاهر
وادي الزاهر وتاريخيا وادي فخ وادي في مكة المكرمة، يقع شمال الحرم المكي الشريف بنحو (6)كلم، يعد من أشهر أودية مكة المكرمة التاريخية وأعرقها، وقد مرّ به النبي ﷺ عدة مرات، وظل يعرف بوادي فخ من العصر الجاهلي حتى القرن السادس الهجري. حدثت به موقعة فخ بتاريخ (8 ذو الحجة 169 هـ - 11 يونيو 786م). يسمى اليوم بعدة أسماء، وهي طريق العشر، ووسطه: الزاهر والشهداء، وأسفل من ذلك: أم الجود.